# Home Sweet Home (film 2013)
Home Sweet Home è un film horror - thriller canadese del 2013 diretto da David Morlet.